# Hydrométallurgie
L'hydrométallurgie est une technique d'extraction des métaux qui comporte une étape où le métal est solubilisé pour permettre sa purification.

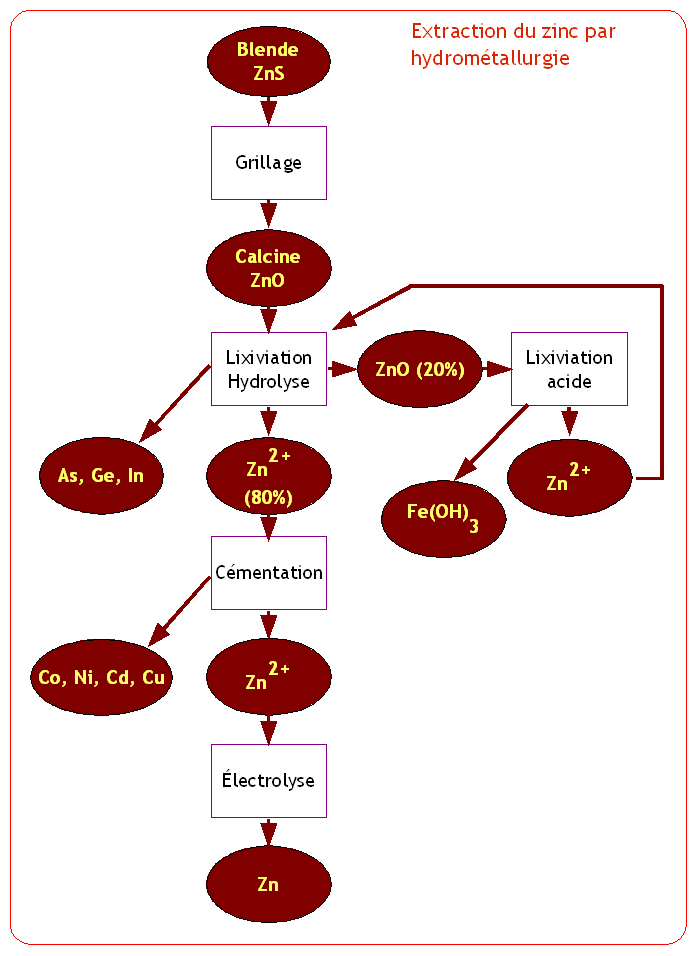
Exemple : Synoptique de la production du zinc par hydrométallurgie (procédé avec grillage).

C'est un procédé de traitement des métaux par voie liquide, d'où le nom d'hydrometallurgie. Elle consiste à mettre en solution les différents métaux contenus dans un minerai ou un concentré afin de les séparer pour les valoriser. 
Un procédé hydrométallurgique typique est composé des opérations suivantes :
- lixiviation ou dissolution : mise en solution des différents métaux ;
- purification : séparation des différents métaux/constituants entre eux ;
- électrolyse : récupération du métal voulu sous forme métallique.

La lixiviation est réalisée à l'aide soit d'un acide, tel que l'acide sulfurique, soit d'un oxydant, tel que le chlore. Les métaux en solution sont sous forme ionique.
La phase de purification est réalisée par différentes techniques : extraction liquide-liquide par un solvant, cémentation, précipitation. Le choix d'une de ces techniques est conditionné par l'élément à séparer, sa quantité et par la "chimie" utilisée : voie sulfate, voie chlorure, voie ammoniacale…
L'électrolyse est utilisée, une fois obtenu une solution pure (ne contenant plus qu'un seul élément) pour récupérer cet élément sous forme "métal".
Les procédés hydrométallurgiques permettent d'obtenir des degrés de pureté des métaux que les autres procédés métallurgiques, tels que la pyrométallurgie, ne permettent pas d'obtenir. Ils ont aussi l'avantage d'être moins énergivores.
Les différents métaux traités par hydrométallurgie sont le zinc, le nickel, le cuivre, le cobalt, l'uranium, le chrome, le manganèse, le lithium…